# Lista över avsnitt av Twin Peaks
Detta är en lista över samtliga avsnitt av TV-serien Twin Peaks, som sändes 1990–1991 på TV-kanalen ABC och 2017 på Showtime.

## Översikt
| Säsong | Säsong | Avsnitt | Sändningsdatum    | Sändningsdatum   | TV-bolag |
| Säsong | Säsong | Avsnitt | Första avsnittet  | Sista avsnittet  | TV-bolag |
| ------ | ------ | ------- | ----------------- | ---------------- | -------- |
|        | 1      | 8       | 8 april 1990      | 23 maj 1990      | ABC      |
|        | 2      | 22      | 30 september 1990 | 10 juni 1991     | ABC      |
|        | 3      | 18      | 21 maj 2017       | 3 september 2017 | Showtime |

## Säsong 1
| Nr | Nr | Titel                                             | Regi                | Manus                      | Originalvisning | Kod  |
| -- | -- | ------------------------------------------------- | ------------------- | -------------------------- | --------------- | ---- |
| 01 | 1  | "Pilot" "Northwest Passage"                       | David Lynch         | Mark Frost och David Lynch | 8 april 1990    | 1000 |
| 02 | 2  | "Episode 1" "Traces to Nowhere"                   | Duwayne Dunham      | Mark Frost och David Lynch | 12 april 1990   | 1001 |
| 03 | 3  | "Episode 2" "Zen, or the Skill to Catch a Killer" | David Lynch         | Mark Frost och David Lynch | 19 april 1990   | 1002 |
| 04 | 4  | "Episode 3" "Rest in Pain"                        | Tina Rathborne      | Harley Peyton              | 26 april 1990   | 1003 |
| 05 | 5  | "Episode 4" "The One-Armed Man"                   | Tim Hunter          | Robert Engels              | 3 maj 1990      | 1004 |
| 06 | 6  | "Episode 5" "Cooper's Dreams"                     | Lesli Linka Glatter | Mark Frost                 | 17 maj 1990     | 1005 |
| 07 | 7  | "Episode 6" "Realization Time"                    | Caleb Deschanel     | Harley Peyton              | 17 maj 1990     | 1006 |
| 08 | 8  | "Episode 7" "The Last Evening"                    | Mark Frost          | Mark Frost                 | 23 maj 1990     | 1007 |

## Säsong 2
| Nr | Nr | Titel                                      | Regi                | Manus                                                    | Originalvisning   | Kod  |
| -- | -- | ------------------------------------------ | ------------------- | -------------------------------------------------------- | ----------------- | ---- |
| 09 | 1  | "Episode 8" "May the Giant Be with You"    | David Lynch         | Mark Frost och David Lynch                               | 30 september 1990 | 2001 |
| 10 | 2  | "Episode 9" "Coma"                         | David Lynch         | Harley Peyton                                            | 6 oktober 1990    | 2002 |
| 11 | 3  | "Episode 10" "The Man Behind Glass"        | Lesli Linka Glatter | Robert Engels                                            | 13 oktober 1990   | 2003 |
| 12 | 4  | "Episode 11" "Laura's Secret Diary"        | Todd Holland        | Jerry Stahl, Mark Frost, Harley Peyton och Robert Engels | 20 oktober 1990   | 2004 |
| 13 | 5  | "Episode 12" "The Orchid's Curse"          | Graeme Clifford     | Barry Pullman                                            | 27 oktober 1990   | 2005 |
| 14 | 6  | "Episode 13" "Demons"                      | Lesli Linka Glatter | Harley Peyton och Robert Engels                          | 3 november 1990   | 2006 |
| 15 | 7  | "Episode 14" "Lonely Souls"                | David Lynch         | Mark Frost                                               | 10 november 1990  | 2007 |
| 16 | 8  | "Episode 15" "Drive with a Dead Girl"      | Caleb Deschanel     | Scott Frost                                              | 17 november 1990  | 2008 |
| 17 | 9  | "Episode 16" "Arbitrary Law"               | Tim Hunter          | Mark Frost, Harley Peyton och Robert Engels              | 1 december 1990   | 2009 |
| 18 | 10 | "Episode 17" "Dispute Between Brothers"    | Tina Rathborne      | Tricia Brock                                             | 8 december 1990   | 2010 |
| 19 | 11 | "Episode 18" "Masked Ball"                 | Duwayne Dunham      | Barry Pullman                                            | 15 december 1990  | 2011 |
| 20 | 12 | "Episode 19" "The Black Widow"             | Caleb Deschanel     | Harley Peyton och Robert Engels                          | 12 januari 1991   | 2012 |
| 21 | 13 | "Episode 20" "Checkmate"                   | Todd Holland        | Harley Peyton                                            | 19 januari 1991   | 2013 |
| 22 | 14 | "Episode 21" "Double Play"                 | Uli Edel            | Scott Frost                                              | 2 februari 1991   | 2014 |
| 23 | 15 | "Episode 22" "Slaves and Masters"          | Diane Keaton        | Harley Peyton och Robert Engels                          | 9 februari 1991   | 2015 |
| 24 | 16 | "Episode 23" "The Condemned Woman"         | Lesli Linka Glatter | Tricia Brock                                             | 16 februari 1991  | 2016 |
| 25 | 17 | "Episode 24" "Wounds and Scars"            | James Foley         | Barry Pullman                                            | 28 mars 1991      | 2017 |
| 26 | 18 | "Episode 25" "On the Wings of Love"        | Duwayne Dunham      | Harley Peyton och Robert Engels                          | 4 april 1991      | 2018 |
| 27 | 19 | "Episode 26" "Variations on Relations"     | Jonathan Sanger     | Mark Frost och Harley Peyton                             | 11 april 1991     | 2019 |
| 28 | 20 | "Episode 27" "The Path to the Black Lodge" | Stephen Gyllenhaal  | Harley Peyton och Robert Engels                          | 18 april 1991     | 2020 |
| 29 | 21 | "Episode 28" "Miss Twin Peaks"             | Tim Hunter          | Barry Pullman                                            | 10 juni 1991      | 2021 |
| 30 | 22 | "Episode 29" "Beyond Life and Death"       | David Lynch         | Mark Frost, Harley Peyton och Robert Engels              | 10 juni 1991      | 2022 |

## Säsong 3
| Nr | Nr | Titel                                                | Regi        | Manus                      | Originalvisning  | Kod  |
| -- | -- | ---------------------------------------------------- | ----------- | -------------------------- | ---------------- | ---- |
| 31 | 1  | "Part 1" "My Log Has a Message for You"              | David Lynch | Mark Frost och David Lynch | 21 maj 2017      | 3001 |
| 32 | 2  | "Part 2" "The Stars Turn and a Time Presents Itself" | David Lynch | Mark Frost och David Lynch | 21 maj 2017      | 3002 |
| 33 | 3  | "Part 3" "Call For Help"                             | David Lynch | Mark Frost och David Lynch | 28 maj 2017      | 3003 |
| 34 | 4  | "Part 4" "...Brings Back Some Memories"              | David Lynch | Mark Frost och David Lynch | 28 maj 2017      | 3004 |
| 35 | 5  | "Part 5" "Case Files"                                | David Lynch | Mark Frost och David Lynch | 4 juni 2017      | 3005 |
| 36 | 6  | "Part 6" "Don't Die"                                 | David Lynch | Mark Frost och David Lynch | 11 juni 2017     | 3006 |
| 37 | 7  | "Part 7" "There's a Body All Right"                  | David Lynch | Mark Frost och David Lynch | 18 juni 2017     | 3007 |
| 38 | 8  | "Part 8" "Gotta Light?"                              | David Lynch | Mark Frost och David Lynch | 25 juni 2017     | 3008 |
| 39 | 9  | "Part 9" "This is the Chair"                         | David Lynch | Mark Frost och David Lynch | 9 juli 2017      | 3009 |
| 40 | 10 | "Part 10" "Laura is the One"                         | David Lynch | Mark Frost och David Lynch | 16 juli 2017     | 3010 |
| 41 | 11 | "Part 11" "There's Fire where You are Going"         | David Lynch | Mark Frost och David Lynch | 23 juli 2017     | 3011 |
| 42 | 12 | "Part 12" "Let's Rock"                               | David Lynch | Mark Frost och David Lynch | 30 juli 2017     | 3012 |
| 43 | 13 | "Part 13" "What Story is That, Charlie?"             | David Lynch | Mark Frost och David Lynch | 6 augusti 2017   | 3013 |
| 44 | 14 | "Part 14" "We Are Like the Dreamer"                  | David Lynch | Mark Frost och David Lynch | 13 augusti 2017  | 3014 |
| 45 | 15 | "Part 15" "There's Some Fear in Letting Go"          | David Lynch | Mark Frost och David Lynch | 20 augusti 2017  | 3015 |
| 46 | 16 | "Part 16" "No Knock, No Doorbell"                    | David Lynch | Mark Frost och David Lynch | 27 augusti 2017  | 3016 |
| 47 | 17 | "Part 17" "The Past Dictates the Future"             | David Lynch | Mark Frost och David Lynch | 3 september 2017 | 3017 |
| 48 | 18 | "Part 18" "What Is Your Name?"                       | David Lynch | Mark Frost och David Lynch | 3 september 2017 | 3018 |